# PiP
PiP (англ. picture in picture — картинка в картинке) — технология, применяемая в телевидении (телевизорах, ТВ-тюнерах), при которой на экране отображается, как основное изображение какого-либо канала, во весь экран, так и изображение другого канала, в углу основного изображения, которое занимает примерно восьмую часть экрана.
Одновременное отображение двух каналов позволяет следить за эфиром двух каналов, например, просматривать второй канал, не переключая каналов, пока на первом канале идёт реклама. Также, в некоторых моделях телевизоров, звуковое сопровождение канала, отображаемого во весь экран, выводится на акустические системы телевизора, а второго канала — на наушники; это позволяет двум зрителям смотреть две передачи на экране одного телевизора.

## Технические особенности
Телевизор с функцией PiP, как правило, имеет два независимых приёмных блока, и функцию синхронизации развёртки двух телевизионных сигналов, обычно применяется оцифровка одного из сигналов с последующим сохранением в памяти и считыванием сохранённой части кадра, когда кадр первого сигнала начнёт отрисовываться на экране.